# Solitaire (groupe)
Pour les articles homonymes, voir Solitaire.
Solitaire est un groupe finlandais de speed et thrash metal, originaire d'Eura, actif entre 1995 et 2014.

## Histoire
Le groupe est formé en mai 1995 par le guitariste Riku Salminen et le bassiste Mikko Rautiainen. En novembre de la même année, le batteur Rami « Manu » Koivisto rejoint le groupe. En mai 1996, Mika Savolainen, un chanteur, rejoint le groupe. Le groupe passe le reste de l'année à répéter et à développer de nouvelles chansons. En février 1997, un nouveau batteur, Onni Kilkku, rejoint le groupe. La première démo suit en mai, ainsi que la première apparition en public le 24 mai. Le chanteur Mika Savolainen quitte le groupe en juillet et est remplacé par Juha Alam en octobre. Le guitariste Mika « Waaqqu » Vaakanainen rejoint le groupe en août. En novembre, le chanteur Alam quitte à nouveau le groupe, ce qui permet au guitariste Salminen d'assumer également le poste de chanteur. En mai 1998, le chanteur Ville Kilkku, frère du batteur Onni Kilkku, rejoint le groupe, mais il le quitte en août. Le chanteur Savolainen revient dans le groupe. Plus tard dans l'année, le batteur Kilkku quitte le groupe et est remplacé par Kalle « Kalu » Valanne en décembre.
En janvier 1999, la deuxième démo est enregistrée. En juin, le groupe figure sur la compilation The Spirits of the New Age de Hateball Records. En novembre 1999, une troisième démo est enregistrée. En mai 2000, le groupe signe un contrat avec Sonicattack, une entreprise allemande qui distribue des MP3 sur Internet par téléchargement. En août 2000, la troisième démo y est proposée en téléchargement, mais l'entreprise est fermée en décembre de la même année. Une autre démo suit en mars 2001. En avril, le groupe enregistre une vidéo pour la chanson Listen to the Priest. En septembre, le groupe signe un contrat avec le label allemand Iron Glory Records. En novembre, le groupe apparaît sur la compilation Pounding Metal Vol. 4 - Destroy Mainstream! Le reste de l'année, ils travaillent sur leur premier album.
Le 30 septembre 2002, le premier album Rising to the Challenge sort,. Une vidéo musicale pour la chanson Rising to the Challenge est réalisée en janvier 2003. En juillet 2003, deux concerts sont donnés en dehors de la Finlande : le 11 juillet au Headbangers Open Air et le 19 juillet au Keep It True. Le reste de l'année est consacré à l'écriture de nouveaux morceaux. En janvier 2004, ils commencent à travailler sur l'album Extremely Flammable, qui sort le 30 août 2004. En octobre 2004, le groupe se produit au festival Heavy Metal Maniacs aux Pays-Bas. En décembre 2004, leur label Iron Glory Records se dissout. En juillet 2005, ils participent à un festival en Estonie. En août, le groupe signe un contrat avec le label allemand Battle Cry Records. Le reste de l'année, le groupe travaille sur un nouvel album. Début 2006, le groupe se rend en studio pour enregistrer l'album Invasion Metropolis. Un concert à Itzehoe suit en mai, suivi de la sortie de l'album le 29 mai 2006. En juillet 2006, le groupe donne un concert au Luxembourg. En novembre 2006, le groupe fait partie de la compilation Metal on Metal II. Le chanteur Savolainen quitte le groupe en décembre et le guitariste Salminen reprend le poste de chanteur. 
En février 2007, le groupe se produit à Tampere. L'été suivant, d'autres concerts sont  donnés, ainsi que des répétitions pour un autre album. En novembre 2007, le groupe signe un contrat avec le label finlandais Ektro Records. L'enregistrement de l'album suivant a lieu en 2008 et il sort le 10 décembre 2007 sous le nom de Predatress. La même année, le batteur Kalle Valanne et le bassiste Mikko Rautiainen quittent le groupe. Début 2009, le bassiste Lauri Perttula et le batteur Jari Rantanen ont rejoint le groupe. En automne, ils donnent un concert à Helsinki. En octobre, le groupe se produit pour la première fois en Suède.
Le groupe se sépare en 2014.

## Style musical
Le groupe joue du thrash et du speed metal classique, qui trouve son origine dans les années 1980.

## Discographie
- 1997 : Demo 1997 (démo)
- 1999 : Dead End Investigations (démo)
- 2000 : Locked In ... Break Out (démo)
- 2001 : Lead into Temptation (démo)
- 2002 : Rising to the Challenge (album, Iron Glory Records)
- 2004 : Extremely Flammable (album, Iron Glory Records)
- 2006 : Invasion Metropolis (album, Battle Cry Records)
- 2008 : Predatress (album, Ektro Records)
- 2010 : Freefall (single, Lyop Records)